# Chen Jing
Chen Jing (en xinès simplificat: 陈静; xinès tradicional: 陳靜; pinyin: Chén Jìng) 
(Wuhan, República Popular de la Xina 1968) és una jugadora de tennis taula xinesa, nacionalitzada taiwanesa, guanyadora de quatre medalles olímpiques.

## Biografia
Va néixer el 20 de setembre de 1968 a la ciutat de Wuhan, població situada a la província xinesa de Hubei.

## Carrera esportiva
Va participar, als 19 anys, en els Jocs Olímpics d'Estiu de 1988 celebrats a Seül (Corea del Sud), on va aconseguir guanyar la medalla d'or en la prova individual femenina i la medalla de plata en la prova de dobles, fent parella amb Jiao Zhimin, en representació de la República Popular de la Xina.
En representació de Taiwan va participar en els Jocs Olímpics d'Estiu de 1996 realitzats a Atlanta (Estats Units) va aconseguir guanyar la medalla de plata en la prova individual i finalitzà cinquena en la prova de dobles fent parella amb Chen Chiu-Tan. En els Jocs Olímpics d'Estiu del 2000 realitzats a Sydney (Austràlia) aconseguí guanyar la medalla de bronze en la prova individual femenina i finalitzà novena en la prova de dobles fent parella amb Xu Jing.